# Pedicularis chumbica
Pedicularis chumbica là loài thực vật có hoa thuộc họ Cỏ chổi. Loài này được Prain mô tả khoa học đầu tiên năm 1889.